# Molophilus (Molophilus) bibaculus
Molophilus (Molophilus) bibaculus is een tweevleugelige uit de familie steltmuggen (Limoniidae). De soort komt voor in het Neotropisch gebied.